# Grote Scheldeprijs 2019
El Grote Scheldeprijs 2019 va ser la 107a edició del Grote Scheldeprijs. Es disputà el 10 d'abril de 2019 sobre un recorregut de 202,3 km amb sortida a Borsele i final a Schoten. La cursa formà part de l'UCI Europa Tour amb una categoria 1.HC.
El vencedor final fou el neerlandès Fabio Jakobsen (Quick-Step Floors), que s'imposà a l'esprint a l'alemany Max Walscheid (Team Sunweb) i a l'anglès Christopher Lawless (Team Sky).

## Equips
L'organització convidà a 21 equips a prendre part en aquesta edició del Grote Scheldeprijs.
| WorldTeams (10)- Deceuninck-Quick Step - Lotto Soudal - Bora-hansgrohe - EF Education First - Dimension Data - Katusha-Alpecin - Sky - Team Sunweb - Trek-Segafredo - UAE Team Emirates Equips continentals professionals (11)- Cofidis, Solutions Crédits - Corendon-Circus - Direct Énergie - Israel Cycling Academy - Riwal Readynez - Roompot-Charles - Sport Vlaanderen-Baloise - Arkéa-Samsic - Vital Concept-B&B Hotels - Wallonie Bruxelles - Wanty-Groupe Gobert |
| |

## Classificació final
| \| Classificació general \| Classificació general \| Classificació general \| Classificació general \| Classificació general \| \| Corredor \| Corredor \| Equip \| Temps \| \| \| --------------------- \| --------------------- \| -------------------------- \| --------------------- \| --------------------- \| \| 1r \| Fabio Jakobsen \| Deceuninck-Quick Step \| 4h 26' 45" \| \| \| 2n \| Max Walscheid \| Team Sunweb \| + 0" \| \| \| 3r \| Christopher Lawless \| Team Sky \| + 0" \| \| \| 4t \| Hugo Hofstetter \| Cofidis, Solutions Crédits \| + 0" \| \| \| 5è \| Roy Jans \| Corendon-Circus \| + 0" \| \| \| 6è \| Kris Boeckmans \| Vital Concept-B&B Hotels \| + 0" \| \| \| 7è \| Marco Haller \| Katusha-Alpecin \| + 0" \| \| \| 8è \| Emīls Liepiņš \| Wallonie Bruxelles \| + 0" \| \| \| 9è \| Jasper Philipsen \| UAE Team Emirates \| + 0" \| \| \| 10è \| Matteo Moschetti \| Trek-Segafredo \| + 0" \| \| |                     |                            |            |
| |                     |                            |            |
| Font: ProCyclingStats |                     |                            |            |
| Classificació general |                     |                            |            |
| Corredor | Corredor            | Equip                      | Temps      |
| 1r | Fabio Jakobsen      | Deceuninck-Quick Step      | 4h 26' 45" |
| 2n | Max Walscheid       | Team Sunweb                | + 0"       |
| 3r | Christopher Lawless | Team Sky                   | + 0"       |
| 4t | Hugo Hofstetter     | Cofidis, Solutions Crédits | + 0"       |
| 5è | Roy Jans            | Corendon-Circus            | + 0"       |
| 6è | Kris Boeckmans      | Vital Concept-B&B Hotels   | + 0"       |
| 7è | Marco Haller        | Katusha-Alpecin            | + 0"       |
| 8è | Emīls Liepiņš       | Wallonie Bruxelles         | + 0"       |
| 9è | Jasper Philipsen    | UAE Team Emirates          | + 0"       |
| 10è | Matteo Moschetti    | Trek-Segafredo             | + 0"       |